# Fokker XA-7
Le General Aviation/Fokker XA-7 était un prototype d'avion d'attaque au sol américain de l'entre deux guerres.

## Conception et développement
En 1930, l'US Army organise un concours pour une nouvelle génération d'avions d'attaque au sol dans le but de remplacer les biplans Douglas XA-2 et Curtiss A-3. Ces avions sont alors en dotation au sein des trois squadrons du 3rd Attack Group, le seul Group de l'US Army spécialement destiné à l'attaque au sol.
La compagnie du New Jersey, General Aviation Company (qui est racheté en 1930 par la Fokker-America) soumet pour le concours un projet d'avion monoplan biplace avec une structure entièrement en métal. Et avec, côté innovations techniques, un radiateur profilé, une structure d'aile épaisse en cantilever et deux cockpits ouverts en tandem.
Un seul prototype est commandé par l'US Army le 8 janvier 1930, sous la désignation XA-7.
Le XA-7 est finalisé en avril 1931. Le nez de l'appareil ainsi que son train d'atterrissage sont modifiés juste avant les tests devant se dérouler à Wright Field en juin 1931. Les premiers tests en vol ont lieu en septembre de la même année, mais le Curtiss A-8 gagne la compétition et le développement du XA-7 est stoppé.

### Avions comparables
- XA-8 Shrike
- YA-10 Shrike